# یاخا دللک
یاخا دللک (به لاتین: Yaxa Dəllək) یک منطقه مسکونی در جمهوری آذربایجان است که در شهرستان صابرآباد واقع شده است. این روستا ۹۱۱ نفر جمعیت دارد.